# Тернер (Канберра)
Тернер (англ. Turner) — район в округе Северная Канберра города Канберра, столицы Австралии. Основан в 1928 году. Почтовый индекс 2612. Население Тернера по данным переписи 2006 года составляет 3 010 человек. В районе насчитывается 1 797 частных домовладений.

## Этимология названия
Район назван в честь сэра Джорджа Тернера, федералиста, законодателя и одного из авторов Конституции Австралии. Он был премьером штата Виктория, а позднее федеральным казначеем при премьер-министрах Эдмунде Бартоне, Альфреде Дикине и Джордже Риде. Улицы Тернера названы в основном в честь писателей, законодателей и первопроходцев.

## Планировка
Основной этап застройки Тернера пришёлся на 1940-е и 1950-е годы. Это был один из последних районов, развивавшихся по схеме города-сада с включением в городскую структуру особенно широких полос зелёных насаждений. Это выразилось в том, что Тернер имеет более широкие, создающие ощущение пространства улицы по сравнению с ранними районами (например, Рид или Брэддон) и больше зелёных насаждений и парков, чем поздние районы (например, О’Коннор).
Несмотря на маленький размер, Тернер можно разделить на 3 различные зоны:
- Юго-восточную зону, ограниченную авеню Нортборн, шоссе Барри Драйв, улицами Ватсон и Мэссон. Эта зона застраивалась первой в 1940-х годах односемейными домами. Большинство из них были снесены во время строительного бума 2000—2005 годов с целью освобождения места для многоэтажной застройки.
- Западная часть, ограниченная шоссе Барри Драйв, улицами Дэвид и Маккохей и застроенная односемейными домами.
- Северная часть, ограниченная авеню Нортборн, улицами Дэвид, Маккохей и Гринвэй и застроенная в основном односемейными домами с несколькими домами средней населённости.

Улица Дэвид, являющаяся северной границей Тернера, лежит на линии между Блэк-Маунтин с одной стороны и Монт Мажура с другой стороны. При проезде по улице в любую сторону открывается впечатляющий вид. С улицы Гринвэй также открывается замечательный вид на Монт Эйнсли и Блэк-Маунтин.
Площадь кварталов жилой застройки в Тернере варьируется от 800 до 1400 квадратных метров, несколько участков достигают 1600 квадратных метров. Типичным является квартал площадью 900—1000 квадратных метров. В послевоенный период из-за ограниченности ресурсов эти большие участки застраивались маленькими домами, что делает кварталы Тернера первыми кандидатами на перестройку. Обычными для первоначальной застройки Тернера были двух- и трёхкомнатные дома площадью 85 — 110 квадратных метров. Эти дома были не только маленькими по площади, но и имели узкие окна и были плохо позиционированы внутри кварталов для целей инсаляции — важного фактора в холодном климате Канберры. Как правило, расположение домов определялось по сугубо эстетическим принципам (симметрия, выход фасада на угол квартала и т. п.)
К настоящему времени в районе сохранилось очень мало домов первоначальной застройки. На месте многих из них появились многоэтажные здания. Масштабы строительства в 2000-х годах были значительны. Население района выросло с 1852 человек в 2001 году до 3010 в 2006 году.
Некоторые особенности первоначальной планировки Тернера сохранились до сих пор. В первую очередь, это типичное для Канберры расположение электролиний за домами, чтобы провода не соприкасались с уличными деревьями. Фонари уличного освещения расположены низко и освещают только пешеходные дорожки. Первоначально устанавливалось несколько типов фонарей, некоторые из которых сохранились. Однако замена уличного освежения проводилась без учёта исторического своеобразия. На некоторых тротуарах отмечены номера домов. Кое-где сохранились старые красные пожарные гидранты.

## Образование
В Тернере имеется государственная школа (основной поток и для детей с ограниченными возможностями) с дошкольным отделением, а также несколько дошкольных учреждений:
- Детский сад Кристофера Робина
- Трихаус в Парке

## Достопримечательности
В Тернере расположен ряд церквей различных конфессий:
- Баптистская церковь (улица Кондамайн)
- Украинская православная церковь (Маккей Гарденс)
- Церковь адвентистов седьмого дня (улица Маклей)
- Лютеранская церковь (улица Ватсон)
- Церковь Квакеров (угол улиц Бент и Кондамайн)
- Собрание корейских христиан в Баптистской церкви

В районе также находятся теннисный клуб (улица Кондамайн), клуб лоун боулз (улица Маккохей), несколько этнических клубов, французская ассоциация Альянс Франсез (улица Маккохей), польский (улица Дэвид) и хорватский (улица Маккохей) клубы. Ранее на улице Ватсон находился клуб юных полицейских, в 2006 году из-за высокой стоимости обслуживания здания переехавший в Западный Белконнен.
Тернер находится на расстоянии пешеходной доступности от магазинов в районе Сити, а также имеет собственный торговый центр. Близость к району Эктон, где расположен Австралийский национальный университет, делает Тернер желательным местом жительства для студентов и профессоров, хотя высокая арендная плата заставляет студентов искать квартиры в других районах.

## Зоны отдыха
Значительную часть территории Тернера занимают парки и открытые пространства:
- половина парка Хэйг — соснового парка, созданного для защиты города от пыли в то время, когда вокруг Канберры располагались овцеводческие хозяйства
- дренажная территория возле реки Салливанс Крик, созданная для защиты от наводнений и время от времени затопляемая водой
- несколько общественных стадионов
- стадион и площадки начальной школы Тернер
- теннисный клуб рядом с парком Хэйг
- зелёные полосы шириной 12 ярдов вдоль почти всех улиц, а также небольшие парки на улицах Холдер и Хакетт Гарденс

В результате почти половина улиц района выходит на парки и открытые пространства.
Часть парка Хэйг, находящаяся в районе Тернер, состоит из двух основных секций, разделённых улицей Маккохей. Ещё одну небольшую часть отделяет речка Салливанс Крик. Два маленьких участка отведены под отделение скаутской организации и детский сад.